# Maximag

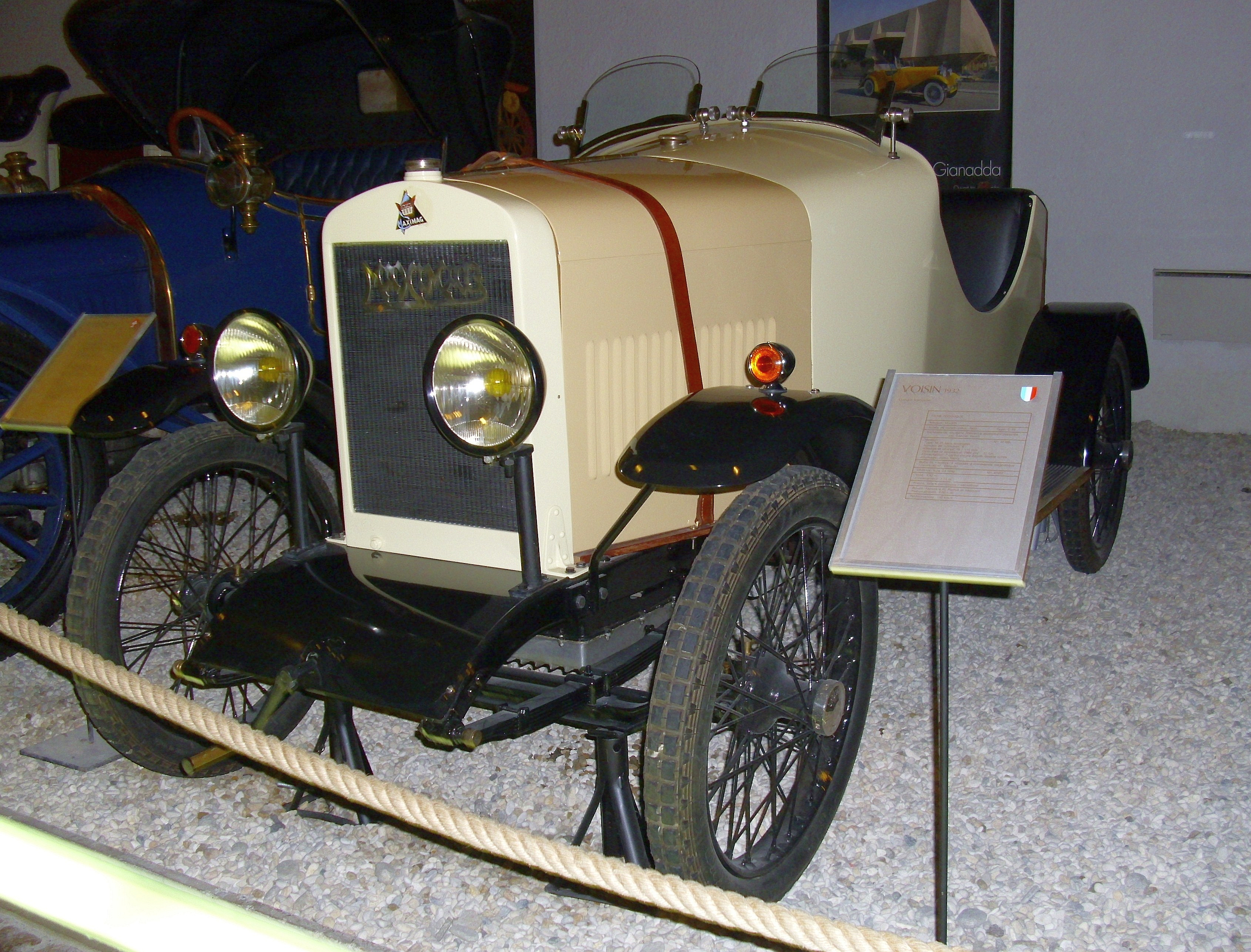
Maximag von 1924

Maximag war eine Schweizer Automarke.

## Unternehmensgeschichte
Motosacoche aus Carouge stellte bereits Motorräder und Einbaumotoren her. Ab 1922 entstanden unter dem Markennamen Maximag auch Automobile. 1928 endete die Automobilproduktion nach etwa 200 hergestellten Fahrzeugen.

## Fahrzeuge
Das Modell 5 CV war ein Kleinwagen. Er hatte einen Vierzylindermotor mit seitlichen Ventilen und 1093 cm³ Hubraum (Bohrung 59 mm, Hub 100 mm). Der Motor war vorn eingebaut und trieb über ein Dreiganggetriebe und eine Kardanwelle die Hinterräder an. Zur Wahl standen Karosserien mit zwei und vier Sitzen. Bei den ersten Modellen wurde auf Vierradbremsen verzichtet.
Drei Fahrzeuge dieser Marke haben überlebt. Davon ist eines im Musée de l’automobile de la Fondation Pierre Gianadda in Martigny zu besichtigen.
Eine Anzeige nennt auch eine Sportausführung 8 PS Grand Sport. Hier soll der Motor gleicher Größe 30 PS geleistet haben.